# Метцгерія зчіплена
Метцгерія зчіплена (Metzgeria conjugata) — вид печіночників родини метцгерієвих (Metzgeriaceae).

## Поширення
Батьківщиною є Європа, Макаронезія, Азія, Австралія, Північна Америка, Південна Америка.
Росте переважно в тінистих, вологих або мокрих місцях у лісах, особливо на скелях або каменях, а також на ґрунті та біля основи дерев. Порівняно з іншими місцевими видами роду Metzgeria, він значно більш конкурентоспроможний.

## Характеристика
Утворює розпростерті, часто великі і щільні покриви. Лінійні зелені таломи шириною від 1 до 1,5 мм і довжиною до 2,5 см мають чітко загнуті назад краї, середню жилку та розгалужену вилку. Крила талому з обох боків ребра складаються лише з одного шару клітин, ребро багатошарове. Нижня сторона ребер і краї талома вкриті численними волосками. Печіночник однодомний не утворює живців і лише рідко утворює спорофіти.